# Grdoselski ulomak
Grdoselski ulomak je spomenik hrvatske pismenosti iz 12. stoljeća, iz sela Grdosela u blizini Pazina.  Spada u najstarije hrvatskoglagoljske epigrafske spomenike. Dio je glagoljskog natpisa koji je bio uklesan u kamen. Uklesana glagoljica je oblika na prijelazu iz oble glagoljice u uglatu (formativno razdoblje). Pronašli su ga među kamenjem jedne od dviju crkava (vjerojatno sv. Ane) s područja staroga grdoselskoga grada (Kaštela).  Ulomak se čuva u župnoj crkvi u Grdoselu. Kopija se nalazi u Lapidariju Aleje glagoljaša uz crkvicu Gospe od Snijega u selu Brnobićima.

## Sadržaj ulomka
Sadržaj ulomka je posveta oltara (»prekrst«) ili postavljanje svetih moći dviju svetica u oltar u vrijeme kad je kapelan grdoselskog kneza Pankracija pop Golob iz Tinjana upravljao crkvom. Branko Fučić je rekonstruirao tekst u obliku ъ oltarê/ъ s(ve)tama / golobъ s tina(na) / a panъgrac.

## Vanjske poveznice
- Starohrvatska prosvjeta Branko Fučić: Grdoselski ulomak prilog kulturnoj geografiji istarskog glagolizma